# Bryan Carbis
Bryan Linton Carbis (* 23. April 1961 in Falkirk; † 3. Dezember 2008 in Davos) war ein britischer Eisschnellläufer.
Carbis nahm von 1980 bis 1986 an internationalen Wettbewerben teil und kam im Januar 1983 auf den zweiten Platz im Mehrkampf bei der 3-Bahnen-Tournee in Innsbruck. Bei der Mehrkampfeuropameisterschaft 1983 in Den Haag belegte er den 27. Platz im Großen Vierkampf und bei den Olympischen Winterspielen 1984 in Sarajevo den 41. Platz über 5000 m sowie den 39. Platz über 1500 m. Im Januar 1986 nahm er in Davos an seinen einzigen Läufen im Eisschnelllauf-Weltcup teil, wobei er den 26. Platz über 1000 m und den 25. Platz über 500 m errang. Nach seiner Karriereende war er als Vizepräsident beim International Skating-Club Davos tätig und war für die Organisation der internationalen Eisschnelllauf-Wettbewerben in Davos zuständig. Er starb im Dezember 2008 im Alter von 57 Jahren nach einer Krankheit.

## Persönliche Bestleistungen
| Disziplin | Zeit         | Datum             | Ort       |
| --------- | ------------ | ----------------- | --------- |
| 500 m     | 41,71 s      | 22. Januar 1983   | Davos     |
| 1000 m    | 1:23,90 min  | 28. Dezember 1981 | Inzell    |
| 1500 m    | 2:07,20 min  | 22. Dezember 1982 | Inzell    |
| 3000 m    | 4:26,47 min  | 17. Dezember 1983 | Inzell    |
| 5000 m    | 7:32,75 min  | 7. Januar 1984    | Inzell    |
| 10.000 m  | 16:14,19 min | 8. Januar 1983    | Innsbruck |